# Municipio de Volinia
El municipio de Volinia (en inglés: Volinia Township) es un municipio ubicado en el condado de Cass en el estado estadounidense de Míchigan. En el año 2010 tenía una población de 1112 habitantes y una densidad poblacional de 12,23 personas por km².

## Geografía
El municipio de Volinia se encuentra ubicado en las coordenadas 42°1′44″N 85°55′36″O / 42.02889, -85.92667. Según la Oficina del Censo de los Estados Unidos, el municipio tiene una superficie total de 90.95 km², de la cual 89,07 km² corresponden a tierra firme y (2,07 %) 1,88 km² es agua.

## Demografía
Según el censo de 2010, había 1112 personas residiendo en el municipio de Volinia. La densidad de población era de 12,23 hab./km². De los 1112 habitantes, el municipio de Volinia estaba compuesto por el 95,77 % blancos, el 1,98 % eran afroamericanos, el 0,72 % eran asiáticos, el 0,27 % eran de otras razas y el 1,26 % eran de una mezcla de razas. Del total de la población el 1,8 % eran hispanos o latinos de cualquier raza.